# Catephia scotosa
Catephia scotosa là một loài bướm đêm trong họ Erebidae.